# 船沢温泉
船沢温泉（ふなざわおんせん）は、秋田県能代市浅内にある温泉。ナトリウム塩化物強塩泉に分類される。

## 概要
宿泊施設の初代経営者である佐藤秀雄が掘削した温泉である。佐藤は地元の人々に健康であってもらいたいとの思いから、機材を買い揃えて独力で温泉を掘り当てたとされる。1985年1月に宿泊施設の営業が開始され、佐藤秀雄と妻イホが経営を行っていた。年中無休で営業していたが、設備の故障により2007年12月28日から2008年4月9日にかけては休業していた。
2009年に佐藤秀雄が死去して以降はイホが一人で経営を行っていたが、体力の衰えから2011年2月28日をもって一旦廃業した。しかし同年4月2日には営業を再開し、東日本大震災の被災者を無料で受け入れた。その後八峰町出身で人材派遣会社を経営する若狭敏春が経営を引き継ぎ、同年9月にリニューアルオープンした。
県外からの常連客も多いとされ、出張の際に訪れる土木作業員にも人気があるという。2001年には常連客によって「ハダカの会」が結成されている。また2012年12月28日に放送されたテレビ東京の番組「絶景列車で行く名湯・秘湯めぐり 冬の日本列島縦断 ローカル線の旅」において取り上げられた。